# Ciutadilla
Ciutadilla és un poble i municipi de la comarca de l'Urgell a l'extrem de la petita serra que perfilen la vall del riu Corb i el barranc de Boixerons i situat entre les localitats de Guimerà i Nalec.
Fou centre del comtat, després marquesat de Ciutadilla, títol nobiliari actualment existent.
El poble està situat a 515 m d'altitud i està marcat per la inconfusible i poderosa silueta del castell, des del qual es dominen els horitzons oberts de l'Urgell i la Segarra.
El paisatge transcorre en mig de conreus de cereals, ametllers, oliveres i vinya al fons de la vall, juntament amb petits boscos.

## Geografia
- Llista de topònims de Ciutadilla (Orografia: muntanyes, serres, collades, indrets..; hidrografia: rius, fonts...; edificis: cases, masies, esglésies, etc).

## Demografia

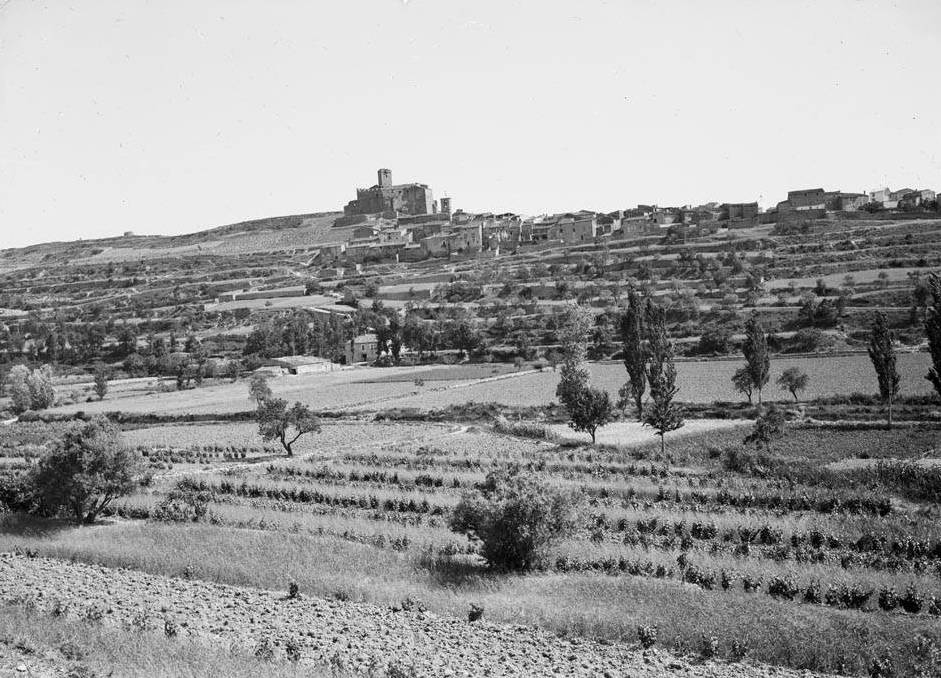
Ciutadilla en una imatge d'entre 1890 i 1910